# Faliszkuszi nyelv
A faliszkuszi, faliscusi vagy faliszk nyelv (latinul lingua Falerica) az indoeurópai nyelvcsalád itáliai ágának latin–faliszkuszi csoportjába tartozó ókori nyelv, amelyet Itália középső részén, a mai Toszkána déli felén beszéltek a latinok közvetlen szomszédságában. Legközelebbi rokona a latin nyelv, sőt gyakran nem is tekintik külön nyelvnek, hanem lényegében felfogható úgy is, mint a latin egyik változata. Saját írást használtak, amely – az oszk és az umber íráshoz hasonlóan – az etruszk közvetítéssel a görögből származott, és nagyon közel állt a latin íráshoz.

## Jellemzői
A latinhoz képest hangrendszerében régi indoeurópai vonásokat őrzött meg. Ilyen például az indoeurópai [bh], amely [f]-ként folytatódott a faliszkusziban, a latinban [b]-vé alakult, szintén [f]-ként valósult meg az indoeurópai [gh], amely a latinban h lett, majd később eltűnt. A latinhoz képest újító sajátosság, hogy eltűnt a szóvégi -s (akárcsak az olaszban és keleti újlatin nyelvekben).

## Példamondat
Összehasonlításképpen egy rövid mondat faliszkuszi és latin nyelven:
| faliszkuszi: | Foied vino pipafo, cra carefo.         |
| latin:       | Hodie vinum bibam, cras carebo.        |
| fordítás:    | „Ma bort fogok inni, holnap nem lesz.” |